# Dommara Nandyala
Dommara Nandyala (o Dommaranandyala, Dommara Nandyal, Dommaranandyal) è una suddivisione dell'India, classificata come census town, di 7.678 abitanti, situata nel distretto di Kadapa, nello stato federato dell'Andhra Pradesh. In base al numero di abitanti la città rientra nella classe V (da 5.000 a 9.999 persone).

## Società

### Evoluzione demografica
Al censimento del 2001 la popolazione di Dommara Nandyala assommava a 7.678 persone, delle quali 3.886 maschi e 3.792 femmine. I bambini di età inferiore o uguale ai sei anni assommavano a 907, dei quali 459 maschi e 448 femmine. Infine, coloro che erano in grado di saper almeno leggere e scrivere erano 4.132, dei quali 2.618 maschi e 1.514 femmine.